# Lymington
Lymington est un port sur le Solent, dans le comté du Hampshire, Angleterre.

## Vue d'ensemble
La ville est située à l'est de la conurbation de Bournemouth et face à l'île de Wight qui est reliée à Lymington par un ferry.
La cité balnéaire compte 9 385 habitants au recensement de 2011, avec une économie tournée principalement vers le tourisme. Il s'y trouve un grand nombre de marinas, avec de nombreux yachts et voiliers.

## Histoire

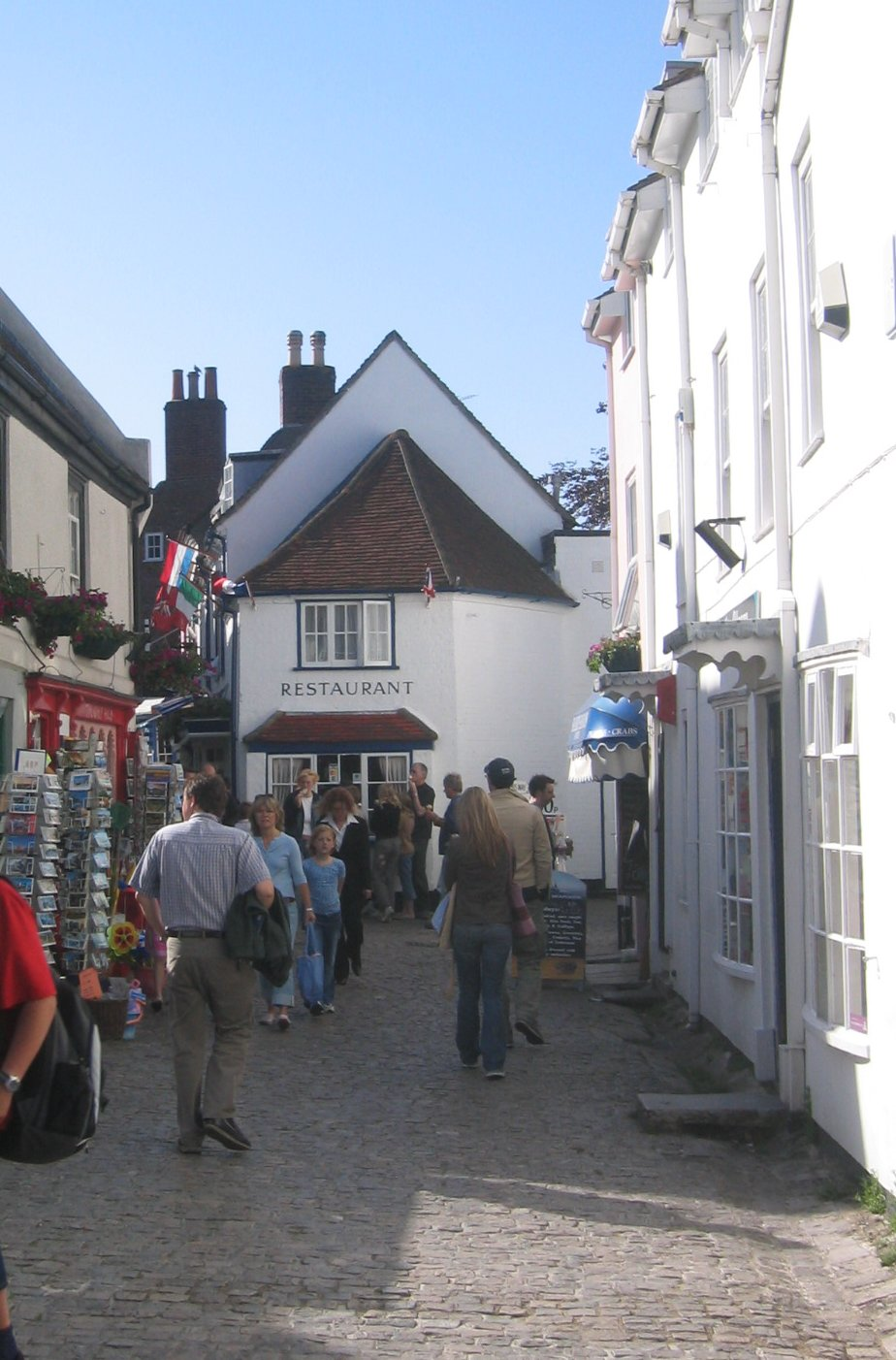
Rues pavées du centre-ville de Lymington.

### Antiquité
Le plus ancien peuplement de Lymington se situe autour de l'âge du fer. Un hill fort y est connu aujourd'hui sous le nom d'Anneaux de Buckland. La colline et les fossés du fort ont survécu et des fouilles archéologiques ont été effectuées en 1935. Le fort a été daté du VIe siècle av. J.-C.
Il existe un autre site présumé de l'âge du fer à proximité, Ampress Hole. Toutefois, les preuves de la colonisation ultérieure sont rares avant le «Domesday Book» (1086).

### Moyen Âge
Lymington est née d'un village anglo-saxon.
Les Jutes sont arrivés dans la région en provenance de l'île de Wight au VIe siècle et ont fondé une colonie appelée  Limentun . [citation nécessaire]. Le mot vieil anglais  tun  signifie une ferme ou un hameau tandis que limen est dérivé du mot vieil anglais lemanos, un orme.
La ville est enregistrée dans le Domesday Book sous le nom de "Lentune".
Vers 1200, le seigneur du manoir, William de Redvers, crée le noyau de New Lymington autour du quai actuel et de High Street, tandis qu'Old Lymington comprend le reste de la paroisse. Il donne à la ville sa première charte et le droit de tenir un marché.

### Temps modernes
La ville devient une section parlementaire en 1585, élisant deux députés jusqu'en 1832, lorsque sa base électorale a été élargie.
Sa représentation a été réduite à un membre en vertu de la Deuxième loi de réforme de 1867 et a été intégrée à la section de New Forest en vertu de la loi de 1885 relative à la redistribution des sièges.

## Jumelages
- Vitré, département d'Ille-et-Vilaine (France)
- Mosbach (Allemagne)
- Almansa (Espagne)

La Twinning Association coordonne les échanges.

## Personnalités
- Richard Lyons, 1er vicomte Lyons est né à lymington.
- Birdy, la chanteuse, y est née.
- Wilfred Edward Hampton (1907-1994), aviateur et explorateur, y est mort.
- Emma Chambers, comédienne, résidait à Lymington et y est décédée le 21 février 2018.